# Martin Jäggle
Martin Jäggle (* 9. Juni 1948 in Wien) ist ein österreichischer römisch-katholischer Theologe.

## Leben
Martin Jäggle studierte römisch-katholische Theologie, Philosophie, Physik und Mathematik an der Universität Wien und an der Universität Innsbruck. Von 1. September 2003 bis zu seiner Emeritierung im September 2013 war Jäggle Universitätsprofessor für Religionspädagogik und Katechetik an der Katholisch-Theologischen Fakultät der Universität Wien. Von 1. Jänner 2008 bis September 2012 war er zugleich auch Dekan der Katholisch-Theologischen Fakultät der Universität Wien.
Er ist Präsident des Koordinierungsausschusses für christlich-jüdische Zusammenarbeit.

## Werke (Auswahl)
- Milde revisited. Vincenz Eduard Mildes pädagogisches Wirken aus der Sicht der modernen Erziehungswissenschaft, (gemeinschaftlich mit Ines Maria Breinbauer und Gerald Grimm),  Wien, ISBN 3-8258-9447-9
- Das Gemeinsame entdecken – Das Unterscheidende anerkennen. Projekt eines konfessionell-kooperativen Religionsunterrichts. Einblicke – Hintergründe – Ansätze – Forschungsergebnisse, (gemeinschaftlich mit Heribert Bastel, Manfred Göllner und Helene Miklas), LIT, Wien 2006, ISBN 3-8258-9454-1.
- Ich bin Jude, Moslem, Christ. Junge Menschen und ihre Religion, (gemeinschaftlich mit Th. Krobath), Innsbruck-Wien 2002, ISBN 3-7022-2437-8
- Viele Kulturen – eine Schule. Religiöse Implikationen im Schulalltag, (gemeinschaftlich mit M.Bolz und J.Schrumpf), Wien 2000, OCLC 633958105.
- Das Buch zur Taufe, Wien/Innsbruck 2000, ISBN 3-7022-2293-6.
- Vaterunser für Kinder, (gemeinschaftlich mit J.Dirnbeck und N.Bammer), Innsbruck 1995, ISBN 3-7022-1972-2.

## Preise und Auszeichnungen
- 2001: Ehrenmedaille der Aristoteles-Universität Thessaloniki
- 2004: Zehn besondere Bücher zum Andersentag für Ich bin Jude, Moslem, Christ.